# 康波 (卡尔瓦多斯省)
康波（法語：Campeaux，法語發音：[kɑ̃po] ⓘ）是法国卡尔瓦多斯省的一个旧市镇，属于维尔区。2016年，康波与临近的19个市镇合并为新市镇苏勒夫尔昂博卡日。

## 地理
康波（48°57'3"N, 0°55'53"W）面积8.43 平方千米，位于法国诺曼底大区卡爾瓦多斯省，该省份为法国西北部沿海省份，北濒大西洋英吉利海峡，东北与滨海塞纳省以海上边界相接，东临厄尔省，南至奧恩省，西与芒什省接壤。
与康波接壤的市镇（或旧市镇、城区）包括：比尔莱蒙、卡维尔、拉费里耶尔阿朗、马卢埃、蒙贝特朗、圣玛丽洛蒙、圣马丹东。
康波的时区为UTC+01:00、UTC+02:00（夏令时）。

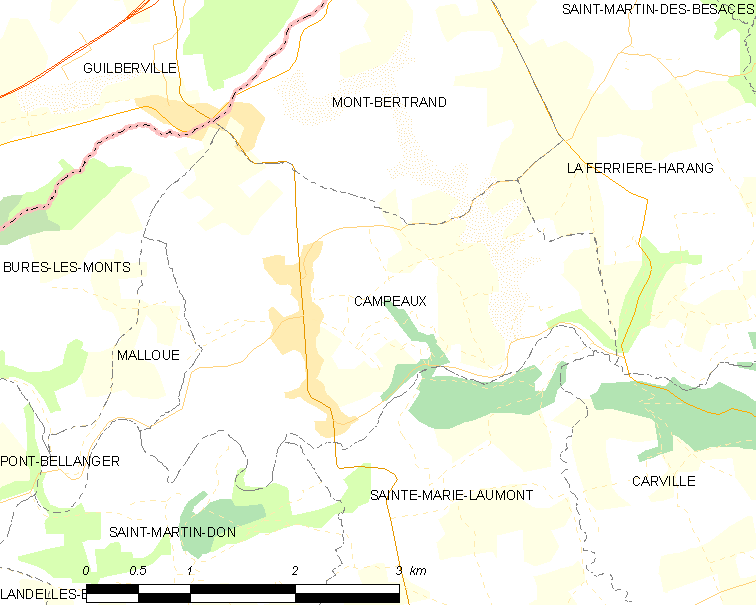
康波的OSM定位图

## 行政
康波的邮政编码为14350，INSEE市镇编码为14129。

## 政治
康波所属的省级选区为诺曼底地区孔代县。

## 人口

1962-2008年间康波人口变化图示

康波于2018年1月1日时的人口数量为589人。